# Giro del Trentino 1962
Il Giro del Trentino 1962, prima storica edizione della corsa, si svolse il 26 giugno 1962 su un percorso di 215 km. La vittoria fu appannaggio dell'italiano Enzo Moser, che completò il percorso in 6h59'30", precedendo i connazionali Alcide Cerato e Gaetano Sarazin.

## Ordine d'arrivo (Top 10)
| Pos. | Corridore          | Squadra            | Tempo    |
| ---- | ------------------ | ------------------ | -------- |
| 1    | Enzo Moser         | San Pellegrino     | 6h59'30" |
| 2    | Alcide Cerato      | Molteni            | s.t.     |
| 3    | Gaetano Sarazin    | Mittelholzer-Cynar | s.t.     |
| 4    | Giuseppe Fallarini | Molteni            | a 30"    |
| 5    | Aldo Moser         | San Pellegrino     | s.t.     |
| 6    | Guido De Rosso     | Molteni            | s.t.     |
| 7    | Loris Guernieri    | Torpado            | a 55"    |
| 8    | Marino Fontana     | San Pellegrino     | a 5'30"  |
| 9    | Franco Cribiori    | San Pellegrino     | s.t.     |
| 10   | Vito Favero        | Torpado            | a 7'35"  |